# 萊斯·保羅
萊斯·保羅（英語：Les Paul，1915年6月9日—2009年8月12日），生於威斯康星州沃基肖市，原名萊斯特·威廉·波爾斯福斯（Lester William Polsfuss）。美國音樂家及發明家。莱斯·保罗以在吉他方面的精湛技巧而著称，他对电吉他突破性的革新彻底改变了流行音乐的影響。他於1941年研製出第一把實心電結他，并且發明了各種录制人声和乐器的新方法，从而一手改变了音乐的方向，有電結他之父之稱。他被老家威斯康辛州的乡亲们称为“沃基肖的奇才”。

## 早年
莱斯·保罗小时候自学吉他，而且酷爱试验电子设备。10岁时，他开始在当地一家餐馆表演乡村音乐，13岁那年，他已经有了自己的广播站和录音设备。莱斯·保罗和乡村音乐乐队一起演出和旅行，甚至在芝加哥主持自己的广播演出。

## 发明设计
莱斯·保罗1940年代初搬到加州时，开始试验制作电吉他。他用一整块木头制作出一种实心吉他，并且在吉他上附加了能够放大声音的电子设施。莱斯·保罗的理论是：电子元件与琴身应该保持稳定，从而让琴弦振动更长时间，使琴声能够持续下去。
保罗还发明了8音轨录音技术和原带配音，这种技术被称为多軌录音。也就是先把一段旋律录在一个音轨上，然后再把和声与这段旋律一起录在另一个音轨上，達到可以合奏，又能單獨編輯各軌的效果。
保罗回忆了在他的家庭录音室工作时的情景：「我是从我妈妈那里得到多音轨录音的想法的。她对我说：『你的声音听上去跟所有人一样，别人的声音跟你的声音也一样。你使用电吉他，大家都在模仿你。你应当搞点与众不同的东西。』我回到家，把自己关在车库里的录音室不出门，直到我的声音听起来让我妈妈满意为止，也就是说，我的声音要与众不同，她一听就知道那是我。整整两年，我把自己关在车库里，没有人知道我在搞什么名堂。」
莱斯·保罗还设计出其他设备，可以记录声音并把它们转换成电子信号。他所有的发明和他那精湛的吉他风格都在音乐领域产生了持久的影响。莱斯·保罗的新技术在《月亮有多高》等热门歌曲中得到了展现。这首歌是他和当时的妻子玛丽·福特（Mary Ford）的一首二重唱。1950年代早期，莱斯·保罗和玛丽·福特还推出另外若干首打入热门歌曲排行榜前10名的歌曲。
Gibson吉他公司1952年首次推出莱斯·保罗型电吉他（Gibson Les Paul），这个系列的电吉他后来成为摇滚乐队吉他手的首选。埃里克·克莱普顿、齐柏林飞船乐队吉他手吉米·佩奇等人使用的就是莱斯·保罗电吉他。不久，也是由莱斯·保罗设计的第一台多音轨磁带录音机上市了。
作为一位获得认可的发明家，莱斯·保罗应邀在好莱坞帮助设计和建造著名的Capitol Records录音室，录制前所未有的高保真录音作品。这些录音室以它们的技术和音响品质而闻名于世。弗兰克·西纳特拉（Frank Sinatra）、芭芭拉·史翠珊（Barbra Streisand）、艾拉·费兹洁拉（Ella Fitzgerald）和朱迪·加兰（Judy Garland）等大腕儿歌星都曾在Capitol Records录音室里录过音。
莱斯·保罗在回忆建造这些录音室的过程时说，当时也出现过一些意想不到的问题:“我们犯了一些有趣的错误。比如过道不够宽，结果很难把钢琴搬下来。一间录音室里忘了安裝交流电源插座。我们把建造回声室的事也忘得一干二净。后来不得不把它建在停车场下面。我们确实犯了一些错误，不过，出错也很搞笑。作为第一批参与这种巨大工程的成员令人格外激动。”

## 成就
莱斯·保罗和另一位吉他传奇人物切特·阿特金斯（Chet Atkins）联手制作了专辑Chester and Lester，把阿特金斯的乡村音乐拨弦方式与保罗的爵士电吉他风格结合起来。1976年，这盘专辑赢得格莱美最佳乡村音乐二重奏奖。保罗90岁时录制的一个专辑又赢得两项格莱美大奖。这个专辑的名称是“莱斯·保罗与朋友”副标题为：“美国人制作，全世界演奏”。
莱斯·保罗1988年入选摇滚名人堂，此外，他还入选了格莱美名人堂、歌曲作家名人堂和国家发明家名人堂。1983年以来，莱斯·保罗在纽约市一家夜总会每星期演出一个晚上。他一直相信，如果他能让观众高兴，他们就会不断地来看他的演出:
“最重要就是给观众他们想要听到的音乐。有些音乐人在演奏曲目方面十分固执，不愿意应观众的要求演奏。你应该训练自己，你有天份，你能够做到这一点，那就是：如果观众想听爵士音乐，你就能演奏爵士，如果他们想听乡村音乐，你也能演奏乡村音乐，要是你才华横溢，即使观众想听古典音乐，你也能满足他们。”
在75年之久的音乐生涯中，莱斯·保罗赢得22项金唱片奖，设计出一种创新的吉他，还发明了当今乐器演奏师在录音室里使用的无数技术。
2009年8月12日因肺炎在美国纽约白原市去世。
2011年6月9日，Google首页logo换成了一个可以拨奏的吉他以纪念萊斯·保羅96歲冥誕。吉他上有10条琴弦，通过鼠标可以拨动琴弦，每根琴弦可以演奏不同音高的音符。